# (26390) Rušin
26390 Rusin (1999 UX2) – planetoida z pasa głównego asteroid okrążająca Słońce w ciągu 4,31 lat w średniej odległości 2,65 j.a. Odkryta 19 października 1999 roku.